# وليم لويد غاريسون
وِلِيَمْ لُوْيِدْ گَارِيسُونْ (بالإنجليزية: William Lloyd Garrison)‏ كان إبطاليا (معناه «معادي للاسترقاق ومؤيد لإبطال شرعيته القانونية») بارزا وصحفيا وناصرا لحقوق النساء في التصويت ومجددا اجتماعيا من الولايات المتحدة الأميركية. اشتهر كرئيس تحرير الصحيفة المعادية للعبودية «المحرر» The Liberator ذا ليبرايتر التي أسسها مع إسحاق ناپ عام 1831 ونشرها في ماساتشوستس حتى إبطال شرعية الاسترقاق في الولايات المتحدة بتعديل دستوري بعد الحرب الأهلية الأميركية. كان من مؤسسي الجمعية الأميركية المعادية للاسترقاق وأيد التحرير الفوري للعبيد في الولايات المتحدة.
ولد في نوباريبورت بولاية ماساتشوستس وبدأ مهنته في الصحافة كمصفف محارف متمهن لصحيفة ذا نوباريبورت هارلد. نشب في الحركة المعادية للاسترقاق في عقد 1820 ومع مرور الوقت رفض آراء جمعية الاستعمار الأميركية والآراء التدريجية التي بتناها معظم الناس في الحركة. شارك في تأسيس ذا ليبرايتر لينشر آرائه الإبطالية ويدافع عنها، وفي 1832 نظم جمعية نيوإنغلاند المعادية للاسترقاق. هذه الجمعية تحولت إلى الجمعية الأميركية المعادية للاسترقاق، التي تبنت الموقف أن الاسترقاق يجب أن يُبْطَلَ فورا. وكذلك بزغ گاريسون كناصر في صدارة أنصار حركة حقوق المرأة، الأمر الذي تسبب في انقسام في المجتمع الإبطالي. في عقد 1870، صار لگاريسون صوت بارز في حركة حقوق تصويت النساء.

## النشأة وتعليمه
ولد غاريسون في 10 كانون الأول/ديسمبر من عام 1805 في نيوبوريبورت في ولاية ماساتشوستس، وكان ابن أحد المهاجرين من مستعمرة نيو برونسويك البريطانية (كندا الآن). وفق قرار قانون إغاثة البحارة المرضى والمعوقين، حصل التاجر والقبطان البحري أبيجاه غاريسون على الأوراق الأمريكية وانتقل مع عائلته إلى نيوبوربورت عام 1806. بسبب قانون الحظر عام 1807 والذي كان هدفه إضعاف بريطانيا للعظمى، أدى إلى رفض الشحنات التجارية الأمريكية، مما جعل غاريسون شخصًا عاطلًا عن العمل وهجر عائلته في عام 1808. كانت أم غاريسون تدعى فرانسيس ماريا لويد، امرأة طويلة ذات جسم جذاب ومتناسق وذات شخصية متدينة. بدأت تشير إلى ابنها ويليام باسم لويد لكي تحافظ على اسم عائلتها، وتوفيت في عام 1823 في بدينة بالتيمور في ميريلاند.
عمل غاريسون في بيع الليموناضة المعصورة في المنزل وبيع الحلوى في صغره، وفي نقل الحطب لإعانة عائلته. في عام 1818 وعند بلوغه عامه الثالث عشر، عمل غاريسون كمنضد للحروف في المطبعة التابعة لصحيفة نيوبوريبورت هيرالد. وما لبث أن بدأ بكتابة مقالات أغلبها تحت اسم أريستيدس. كان أريستيدس رجل دولة من أثينا واسمه المستعار «العادل». بعد انتهاء فترة تدريبه، أنشأ غاريسون وصديقه إسحاق ناب صحيفتهما الخاصة في عام 1826 وأسمياها «الصحافة الحرة». كان أحد أبرز المساهمين في الصحيفة الشاعر والمناهض للعبودية جون جرينليف ويتير. خلال عمله ككاتب في صحيفة محلية صغيرة، اكتسب غاريسون الخبرة التي ستساعده فيما بعد ليكون كاتبًا على مستوى بلده ومتحدثًا وناشرًا. تم تعيينه في عام 1828 كمحرر في صحيفة «المُحسن الوطني National Philanthropist» في بوسطن في ماساتشوستس، وهي أول صحيفة أمريكية قانونية تقف بجانب الزهد والاعتدال.

## حياته المهنية

### مصلح
في سن الخامسة والعشرين، انضم غاريسون إلى حركة مناهضة العبودية، وأولى السبب فيها إلى كتاب «رسائل في العبودية» لصاحبه ريفيراند ون رانكن. بقي غاريسون مرتبطًا لفترة من الزمن بجمعية الاستعمار الأمريكي والتي هدفت إلى إعادة توطين الرقيق السود إلى منطقة خاصة بهم (تسمى الآن بليبريا) على الساحل الغربي لأفريقيا. بينما شجع بعض أعضاء الجمعية هذه الحركة، استهجنها البعض الآخر معتبرين أن هدفها الحقيقي هو تقليل عدد السود الموجودين أصلًا في أمريكا. حيث اعتبروا أن تقليل عدد السود الأحرار في الولايات المتحدة سيضمن إثبات وجود العبودية أكثر. في أواخر ما بين عامي 1829 و1830، رفض غاريسون نظام إعادة توطين السود، وألقى باللوم على كل من التزم به.

### عبقري التحرر العالمي
بدأ غاريسون في الكتابة والتحرير برفقة بنيامين لاندي للصحيفة التابعة لجمعية الأصدقاء الدينية «عبقري التحرر العالمي» ومركزها بلتيمور في ماريلاند. بعد خبرته في العمل في الطباعة والتحرير، قام غاريسون بتغيير تنسيق الصحيفة وتعامل مع مشاكل أخرى فيها. كانت للاندي الحرية في التنقل وإلقاء الخطابات بوصفه مناهضًا للعبودية. شارك غاريسون آراء لاندي في البداية، ولكن خلال عمله في الصحيفة سرعان ما أدرك الحاجة الملحة إلى إعلان التحرر الكامل للعبيد. بقي غاريسون ولاندي يعملان سويًا في نفس الصحيفة على الرغم من اختلافهما في الآراء، وكل منهما يكتب افتتاحيته الخاصة لأعداد المجلة.
أصدر غاريسون ضمن الصحيفة زاوية بعنوان «القائمة السوداء» وهي قائمة يكب فيها عن الممارسات الوحشية بحق المضطهدين بالعبودية وجرائم الخطف والجلد والقتل. على سبيل المثال، كتب غاريسون تقريرًا يظهر فيه تورط الملّاح فرانسيس تود، وهو بحّار من نفس مدينة غاريسون، في عمليات تجارة الرقيق المحلية، وقيامه مؤخرًا بالإتجار بالرقيق من بالتيمور إلى نيو أورليانز على متن سفينته التي أسماها «فرانسيس». (هذه العملية كانت بحد ذاتها قانونية على الرغم من حظر الولايات المتحدة على جلب السود من أفريقيا عام 1807).
قام تود بعدها برفع دعوى تشهير في ميريلاند ضد غاريسون ولاندي، مكتسبًا تعاطف القضاة الموالين للعبودية. وجهت محكمة ميريلاند تهم جنائية تجاه غاريسون وأوصته بدفع مبلغ يقارب ال 50 دوار بالإضافة إلى أجور المحكمة. (تم إسقاط التهم عن لاندي والذي سافر خارج البلاد عندما تم الكتابة عن القصة في الصحف). رفض غاريسون دفع المبلغ مما أدى سجنه لمدة ستة أشهر. تم إخلاء سبيله بعد سبعة أشهر بعد أن قام فاعل خير مناهض للعبودية يدعى آرثر تابان بدفع الغرامة. قرر غاريسون بعدها مغادرة بالتيمور واتفق بشكل ودي مع لاندي بألا تجمعهما الطرق مرة أخرى.

### رفض المستعمرات
منذ مطلع القرن الثامن عشر، ظهرت اقتراحات بإعادة الرقيق السود إلى أفريقيا، معتبرين وكأنها دولة واحدة كل الناس فيها من نفس العرق، مفترضين أن السود فعلًا يريدون العودة إليها. خصص كونغرس الولايات المتحدة مبالغ من الأموال بالإضافة إلى مساهمة العديد من الكنائس والجمعيات الخيرية في هذا المشروع. تم بعدها تحرير العبيد في ولاية كولومبيا عام 1860 وتم إعطاء كل منهم مبلغ 100$ في حال أرادو العودة إلى ليبريا أو هايتي. نجحت بعدها جمعية الاستعمار الأمريكي بإنشاء أول مستعمرة لهم في أفريقيا وأسمتها «ليبريا». لم يتم توضيح الوضع القانوني لليبريا قبل استقلالها، أي أنها لم تكن مستعمرة بنفس وصف رود أيلاند أو بنسلفانيا. لم تعترف أي دولة بليبيريا عند إعلان استقلالها عام 1847. كما أعيق الاعتراف بها من قبل الولايات المتحدة بسبب الكونغرس الذي كان بغالبيته محكومًا من قبل موالي العبودية. عندما هاجر السود لتشكيل الولايات الكونفدرالية الأمريكية، تم الاعتراف بهم بشكل فوري عام 1862 وتم حظر العبودية في كولومبيا خلال نفس الفترة.

### المحرر
عام 1831، عاد غاريسون إلى نيو إنغلاند، حيث أصدر صحيفة أسبوعية مناهضة للعبودية تحت اسم «المحرر» برفقة صديقه إسحاق ناب.
سعر لصحيفة كان دومًا أقل من سعر طباعتها، حصدت الصحيفة عام 1834 حوالي ألفي مشترك، ثلاثة أرباعهم من السود. قام بعض فاعلي الخير بالدفع للصحيفة ليصل صوتها إلى رجال الحكم الفاعلين وللموظفين الحكوميين. على الرغم من رفض غاريسون استخدام القوة كسبيل لإنهاء العبودية، إلا أن منتقديه فهموا مطلبه بالإنهاء الفوري للعبودية بمنحى آخر. اعتقد البعض أنه يدعو إلى التحرير الفوري والكامل لجميع العبيد واعتبروه أصوليًا خطيرًا. ساهمت ثورة نات تينر ضد العبودية في فيرجينيا والتي بدأت بعد سبعة أشهر من بدء صحيفة المحرر في زيادة الاحتجاج والغضب تجاه غاريسون في الجنوب. اتهمته هيئة محلفين كبرى في ولاية كارولينا الشمالية بتوزيعه لمواد حارقة. وعرضت محكمة جورجيا التشريعية مبلغ 5000 دولار مقابل القبض عليه وتسليمه للعدالة لينال حكمه.
من بين المقالات والأشعار التي نشرها غاريسون في صحيفته، كان هنالك مقال عام 1856 من فتاة عمرها 14 عامًا تدعى «آن ديكنسون».
حصلت الصحيفة بشكل تدريجي على متابعين في الولايات الشمالية. وقامت بنشر العديد من التقارير والرسائل والقصص الجديدة، لتعمل مثل نشرة أخبار تخص المجتمع ومناهضة لحركة العبودية. بحلول عام 1861 امتلكت الصحيفة متابعين من الشمال وإنكلترا وسكوتلاند وكندا. كما تمت قراءتها في المحاكم التشريعية وقصور المحافظين والكونغرس الأمريكي والبيت الأبيض. بعد انتهاء الحرب الأهلية وإصدار التعديل الثالث عشر لدستور الولايات المتحدة القاضي بإنهاء العبودية، نشر غاريسون في آخر عدد للحصحيفة في 29 ديسمبر من عام 1865 مقالًا كتب فيه عن مسيرته المهنية في الصحافة ودافعه تجاه إنهاء العبودية:
إن الهدف من إنشاء صحيفة المحرر والتي هدفت إلى إنهاء العبودية قد تم على أكمل وجه، ويبدو لي الآن أن وجودها قد دنا من النهاية ليترك بصمته العظيمة في التاريخ، تاركة الدفاع عن عمليات التحرر إلى مناضلين آخرين أستفيد أنا منهم، آملًا أن تكون حركات التحرر تحت رعاية جديدة وموالين أكبر وحلفاء أكثر.

### التنظيم ورد الفعل
بالإضافة إلى تأسيسه لصحيفة المحرر، قاد غاريسون حركة جديدة تطالب بالإنهاء الكامل للعبودية في الولايات المتحدة. في عام 1832، جمع غاريسون متابعين كافين لإنشاء جمعية نيو إنغلاند لمكافحة العبودية، والتي جمعت في الصيف التالي العشرات من الشركات التابعة لها وعدة آلاف من الأعضاء في ديسمبر من عام، أسس مناهضو العبودية من عشرة ولايات أمريكية مختلفة «المجتمع الأمريكي المناهض للعبودية» على الرغم من إنشاء مجتمع نيو إنغلاند لرفض العبودية في عام 1835 والذي أتاح للعديد من المجتمعات التجمع ضمن كيان واحد، بقيت حركة المجتمع الأمريكي المناهض للعبودية هي شعلة المقاومة ضد العبودية طوال فترة ما قبل الحرب. تأسست العديد من التجمعات من قبل النشاء الذين استجابوا لمطالب غاريسون تجاه النساء ليشاركوا أيضًا في الحركات ضد العبودية، وأحد أبرز تلك التجمعات كان «جمعية بوسطن النسائية لمكافحة الرق» والتي جمعت التبرعات لدعم صحيفة المحرر وكتبت نشرات ضد العبودية وحركت عريضة ضدها أيضًا.
كان الهدف من إنشاء المجتمع الأمريكي لمكافحة العبودية هو التوضيح للأمريكيين فكرة أن «الاستعباد هو جريمة شنيعة في نظر الرب. وأنه من واجبنا تحرير من تعرضوا للاستعباد بشكل فوري وغير مشروط».
في 4 سبتمبر من عام 1834 تزوج غاريسون من هيلن إليزا بينسون (1811–1876)، والتي كانت ابنة تاجر متقاعد مناهض للعبودية. أنجب الزوجان خمسة أولاد وبنتين، مات منهما صبي وبنت خلال طفولتهما.
أثارت الحركات المناهضة للعبودية رد فعل عنيف من قبل الموالين للعبودية في الشمال والجنوب، تمثلت بمخربين يقطعون الاجتماعات المناهضة للعبودية والاعتداء على المحاضرين وتخريب مكاتبهم وحرق منشوراتهم وتدمير المطابع لهم. كما تم عرض فدية في الولايات الجنوبية للقبض على غاريسون حيًا كان أم ميت.

## وفاته
أمضى غاريسون معظم وقته في منزله مع عائلته، وكان يكتب الرسائل إلى أولاده ويرعى زوجته المريضة هيلين التي أصيب بسكتة دماغية في 30 ديسمبر عام 1863 وبقيت بعدها حبيسة المنزل. توفيت هيلين في 25 يناير عام 1876 بعد معاناة مع ذات الرئة، وتمت إقامة مراسم عزاء هادئة في منزل غاريسون، والذي ما لبث أن أصيب بالتهاب القصبات ولازم فراشه.
تعافى غاريسون ببطء من الحزن على فقان زوجته وقام بحضور جلسات روحية آملًا بالتواصل مع هيلين. قام غاريسون بزيارة إنكلترا للمرة الأخيرة في عام 1877 حيث قابل هناك جورج تومبسون وأصدقاء قدامى آخرين من الحركة البريطانية لإنهاء العبودية.
انتقل غاريسون للعيش مع ابنته إلى نيويورك بعد إصابته بمرض في الكلى عام 1879. بقيت حالته تزداد سوءًا وانتقل أولاده الخمسة لزيارته في المنزل إلى أن مات بهدوء بعد أن فقد وعيه قبل منتصف الليل في 24 مايو عام 1879.

## تخليد ذكراه
• أقامت بوسطن نصبًا تذكاريًا تخليدًا لغاريسون.
• في ديسمبر عام 2005 واحتفالًا بذكرى ميلاده المائتين، تجمع أحفاد غاريسون في بوسطن لحضور أول تجمع لم شمل يجمع الأسرة منذ حوالي القرن، وناقشوا فيه تراث أسرتهم ومدى تأثير جدهم في المجتمع.
• كرمت ذكرى غاريسون مع ماريا ستيوارت عبر مأدبة عشاء أقامتها الكنيسة الأسقفية.
• سمي طريق يربط بين جسر جون غرينليف ويتر والطريق السريع 95 بين مينتي نيوبوريبورت وأميسبوري باسم غاريسون تكريمًا له.

## روابط خارجية
- وليم لويد غاريسون على موقع الموسوعة البريطانية (الإنجليزية)
- وليم لويد غاريسون على موقع ميوزك برينز (الإنجليزية)
- وليم لويد غاريسون على موقع إن إن دي بي (الإنجليزية)